# Jaguarmensch

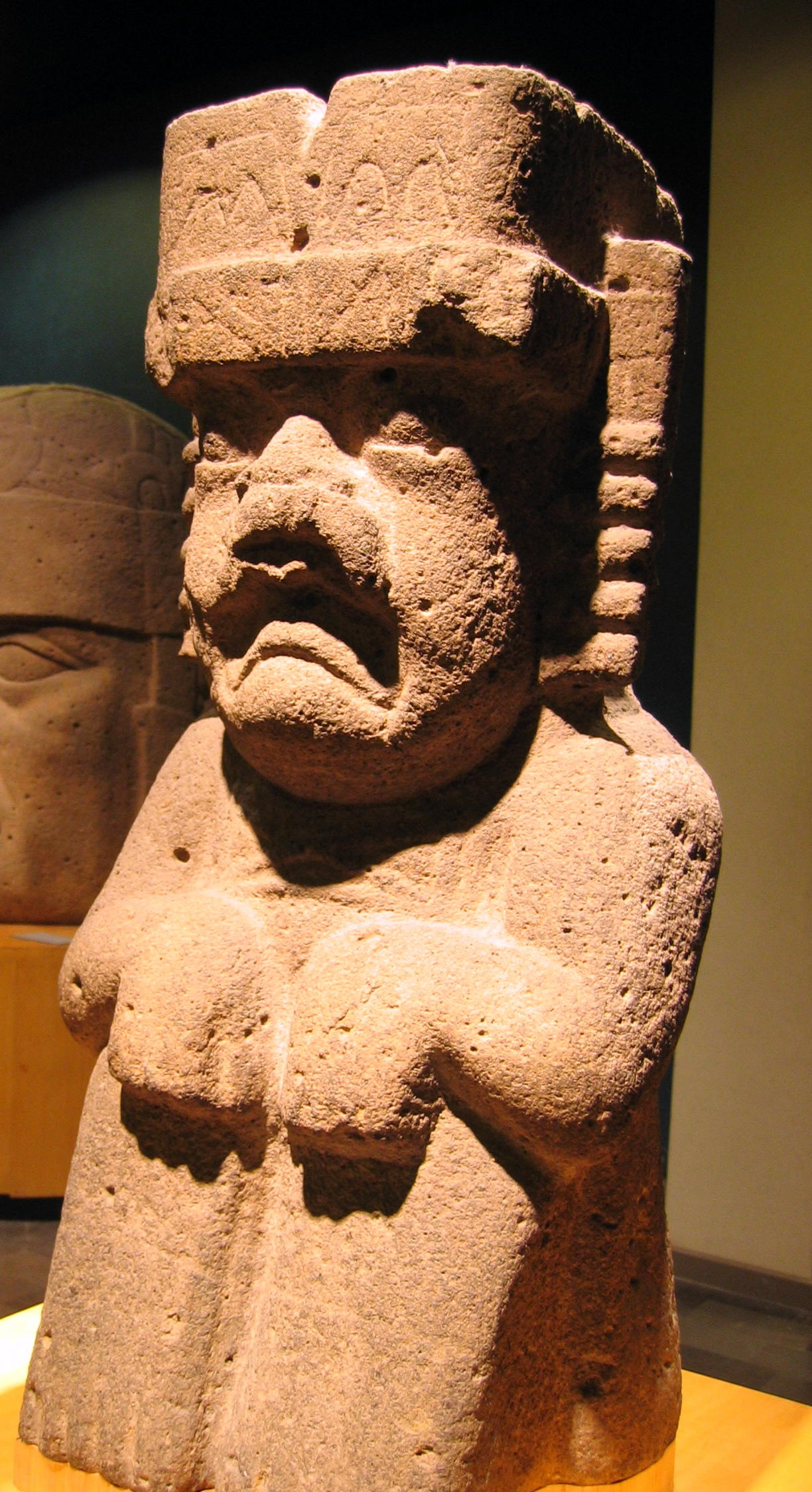
Monument 52 vom San Lorenzo Tenochtitlan, das einen typischen Jaguarmenschen darstellt.

Der Jaguarmensch war in der mittelamerikanischen Kultur der Olmeken zum einen ein künstlerisches Motiv, zum anderen ein übernatürliches Wesen, möglicherweise eine Gottheit.
Die Figur des Jaguarmenschen ist gekennzeichnet durch mandelförmige Augen, einen geöffneten Mund mit nach unten gezogenen Mundwinkeln sowie einem gespaltenen Kopf. Das Motiv ist bei den archäologischen Funden der olmekischen Kultur weit verbreitet. Der „übernatürliche“ Jaguarmensch wurde einst als Hauptgott der Olmeken angesehen. Man nimmt an, dass er einer unter vielen Göttern war.